# Yttertemperaturmätare
Yttertemperaturmätare är ett instrument som finns i bilar och som mäter temperaturen utanför bilen, vilket bland annat syftar till att upplysa om vägunderlaget är halt. Den består av en temperaturgivare (normalt under bilen) och en indikator på bilens instrumentpanel.